# Adria Airways
Adria Airways was de nationale luchtvaartmaatschappij van Slovenië. De maatschappij begon in 1961 als charteraar. In de jaren 80 werd dit uitgebreid met vaste routes, hoofdzakelijk in Europa.

## Geschiedenis
Adria Airways werd opgericht op 14 maart 1961 als Adria Aviopromet. In 1968 werd de naam gewijzigd in Inex Adria Aviopromet bij de overname door de Interexportgroep. Vanaf 1986 werd de naam Adria Airways ingevoerd en werd de maatschappij zelfstandig.
Op 24 en 25 september 2019 werd de vloot aan de grond gehouden door financiële problemen; op 30 september 2019 volgde dan het faillissement van Adria Airways.

## Vloot
De vloot van Adria Airways bestond in 2019 uit de volgende 20 toestellen:
- 3 Airbus A319-100 (135 passagiers)
- 2 Bombardier CRJ700 (70 passagiers)
- 9 Bombardier CRJ900 + 3 bestellingen (86 passagiers)
- 6 Saab 2000 (50 passagiers)